# Nederlandse Hartstichting
De Nederlandse Hartstichting, ook kortweg de Hartstichting genoemd, is op 29 januari 1964 opgericht voor de bestrijding van hart- en vaatziekten en voor de verbetering van de overlevingskansen en van de kwaliteit van leven van hart- en vaatpatiënten. Hiertoe investeert de Hartstichting in wetenschappelijk onderzoek om oorzaken van hart- en vaatziekten te achterhalen, en om nieuwe medische toepassingen in de praktijk te brengen.
Het onderzoek van de Hartstichting heeft de afgelopen decennia bijgedragen aan doorbraken op het gebied van verbeterde operatietechnieken, zoals openhartoperatie, hart-longmachine en betere medicijnen. Onderzoek doen is mede mogelijk dankzij het geld van donateurs. Naast onderzoek houdt de Hartstichting zich bezig met preventie, patiëntenzorg en voorlichting. De Nederlandse Hartstichting ontvangt geen subsidie van de overheid.

## Vrijwilligers en collectanten
De Hartstichting werkt met vele vrijwilligers die zich belangeloos inzetten, omdat ze het werk van de Hartstichting belangrijk vinden. Ieder jaar organiseren 5.000 vrijwilligers de jaarlijkse collecte tijdens de Hartweek in april. Zij worden geholpen door zo’n 50.000 collectanten. Iedere collectant loopt tijdens de collecte gemiddeld 2 uur om geld op te halen voor meer wetenschappelijk onderzoek naar hart- en vaatziekten. De Hartstichting is afhankelijk van giften van het Nederlandse publiek.

## De Hartstichting in cijfers
De totale inkomsten van de Hartstichting in 2015 bedroegen €45,7 miljoen. De opbrengsten zijn onder andere verzameld via particulieren, loterijen, bedrijfsleven, sponsoring en beleggingsresultaat.

## Hartstichting Wetenschapsprijs
De Hartstichting Wetenschapsprijs is een prijs voor een internationaal erkend toponderzoeker die een zichtbaar grote wetenschappelijke bijdrage heeft geleverd aan innovaties in de strijd tegen hart- en vaatziekten. De Hartstichting Wetenschapsprijs is op 15 december 2010 voor het eerst uitgereikt. De prijs dient als stimulans voor kwalitatief, hoogwaardig en innovatief wetenschappelijk onderzoek om hart- en vaatziekten eerder op te sporen, beter te behandelen of te genezen. Daarnaast reikt de Hartstichting de prijs uit als erkenning van inspirerend toptalent. De winnaar ontvangt €1 miljoen voor onderzoek. In 2010 ontving internist en hoogleraar inwendige geneeskunde prof. dr. J.J.P. (John) Kastelein (1954) van het Academisch Medisch Centrum te Amsterdam de Hartstichting Wetenschapsprijs. Kastelein doet onderzoek naar genen die de kans op hart- en vaatziekten kunnen beïnvloeden.

## Salaris directeur
Op 7 juni 2005 heeft de Commissie-Wijffels een advies uitgebracht over de beloning van directeuren van goededoelenorganisaties. De VFI, de branchevereniging van goede doelen, heeft op basis hiervan berekeningsregels opgesteld. De Hartstichting volgt dit advies ten aanzien van het jaarsalaris van de directeur en heeft dit advies in haar beleid opgenomen. 

## Directeuren en voorzitters
Sinds de oprichting heeft de Hartstichting de volgende directeuren gehad:
Directie:
- 1964-1967 Th. Smeulers (overleden 8 maart 1967)
- 1967-1981 P.J.H. Kierkels (overleden 11 november 2009)
- 1971-1985 dr. E. Dekker (overleden 25 november 2015)
- 1977-1984 Ted Meines (overleden 24 december 2016)
- 1985-2001 drs. J.C. van Deth
- 1985-1993 dr. W. Stiggelbout (overleden 26 februari 2016)
- 1989-1990 mw.drs. A.H. Joustra
- 1993-1997 dr. G. Jambroes
- 1995-1999 drs. C.G.J. Knoet
- 1997-2004 dr. V. Manger Cats
- 2001-2006 ir. B.A.I.M. de Blij
- 2006-2013 dr. Hans Stam
- 2013-2022 drs. F. Italianer
- 2022-    drs. H. Snijder

Bestuur/stichtingsraad/raad van toezicht voorzitters:
- 1964-1965 mr. J.M.L.TH. Cals (overleden 30 december 1971)
- 1967-1977 jhr. P.R. Feith (overleden 31 januari 1991) ere-voorzitter
- 1977-1981 mr. H.A.M.T. Kolfschoten (overleden 2 augustus 1984)
- 1982-1983 W. Pluygers (overleden 30 oktober 2017)
- 1983-1990 H.L. Guldemond (overleden) ere-voorzitter
- 1990-1995 mr. O. Hattink (overleden 6 december 2012) ere-voorzitter
- 1995-1999 mr. J.G.A. ten Bokkel
- 1999-2004 mr. J.E. Jansen
- 2004-2006 drs. G.C.J. van der Velde  ere-voorzitter
- 2006-2013 drs. L.E.H. Vredevoogd
- 2013-2019 prof.dr. E.C. Klasen
- 2019-heden mr. F.H.G. de Grave

## Snellenpenning
Prof.dr. H.A. Snellen (1905-1998) was een van de oprichters van de Hartstichting en was heel belangrijk voor de cardiologie in Nederland. Zijn naam is sinds 2006 door de Hartstichting verbonden aan de Snellenpenning, die bij bijzondere gelegenheden wordt toegekend door de raad van toezicht aan mensen die een bijzondere, inspirerende of innovatieve bijdrage hebben geleverd aan het werk en de missie van de Hartstichting. De penning is een blijk van bijzondere waardering en een dankbetuiging aan mensen met het 'hart op de goede plaats'.
De personen die de Snellenpenning hebben ontvangen, zijn:
- 2006 – drs. G.C.J. van der Velde (oud-voorzitter van de Stichtingsraad / raad van toezicht)
- 2009 – ing. J.W. Bavinck (oud-lid en -voorzitter Vereniging Vrienden van de Hartstichting en van de raad van toezicht; oprichter stichting Harten Twee; lid van verschillende commissies; overleden 3 juni 2021)
- 2011 – drs. J. Pot (oud-voorzitter auditcommissie, oud-lid van de raad van toezicht en van de Vereniging Vrienden van de Hartstichting)
- 2011 – dr. H.W.M. Plokker (oud-lid van de raad van toezicht, de Wetenschappelijke Adviesraad en van verschillende commissies)
- 2011 – prof.dr. R. Koster (voor wetenschappelijk onderzoek naar reanimatie en burgerhulpverlening, ook oud-lid Wetenschappelijke Adviesraad)
- 2012 – dr. E. Dekker (oud-directeur, bevorderde burgerhulpverlening, tevens naamgever van de Dekkerbeurzen voor jonge onderzoekers; overleden 25 november 2015)
- 2014 – prof.dr. M.L. Simoons (oud-lid en -voorzitter Wetenschappelijke Adviesraad en van verschillende commissies)
- 2017 – J. Hulsbos (50 jaar collectant en contactpersoon voor de collecte van de Hartstichting in Zoeterwoude)